# Amarna Grab 6
Beim Grab 6 in der Nekropole der mittelägyptischen Stadt Amarna handelt es sich um das Grab des Panehesi, der als erster Diener des Aton im Haus des Aton einer der wichtigsten Priester in Achet-Aton war. Dementsprechend ist seine Grabanlage eines der größten privaten Gräber dieser Zeit. Die Grabanlage gehört zur nördlichen Gräbergruppe und besteht aus zwei Teilen. Es gibt eine in den Fels gehauene Grabkapelle, die auch zum Teil mit Reliefs dekoriert ist. Von dort gibt es eine Treppe, die in die eigentliche Grabkammer führt. Dieser Teil der Grabanlage wurde nie fertig gestellt. Es wurde eine Treppe angelegt, doch keine Grabkammer in den Fels gehauen.

## Die Dekoration
Die Grabkapelle besteht aus zwei Sälen, die jeweils mit vier Säulen dekoriert waren. An der Rückwand des zweiten Saales befindet sich eine Nische. Wie in allen Amarna-Gräbern nehmen Darstellungen des Königs Echnaton und seiner Familie einen breiten Raum ein. In diesem Grab sind nur der erste Saal und die Nische im zweiten Saal dekoriert. Die Wanddarstellungen sind vor allem insofern bemerkenswert, als sie den Tempel des Gottes Aton auf der Westseite des Saales zeigen. Auf der Ostwand findet sich eine Darstellung des Königspaares, wie es einen Ausflug auf seinem Streitwagen macht. Hier findet sich auch die Abbildung des königlichen Palastes. Die Nordwand des Saales ist stark zerstört, da hier in christlicher Zeit eine Apsis in die Wand gehauen wurde. Die erhaltenen Reste zeigen, wie das königliche Paar den Aton anbetet.
Die Nische an der Rückwand des zweiten Saales zeigt Panehesi und seine Frau vor einem Opfertisch.
Die Grabanlage wurde in koptischer Zeit als Kirche genutzt und ist seitdem zum Teil mit christlichen Motiven dekoriert.

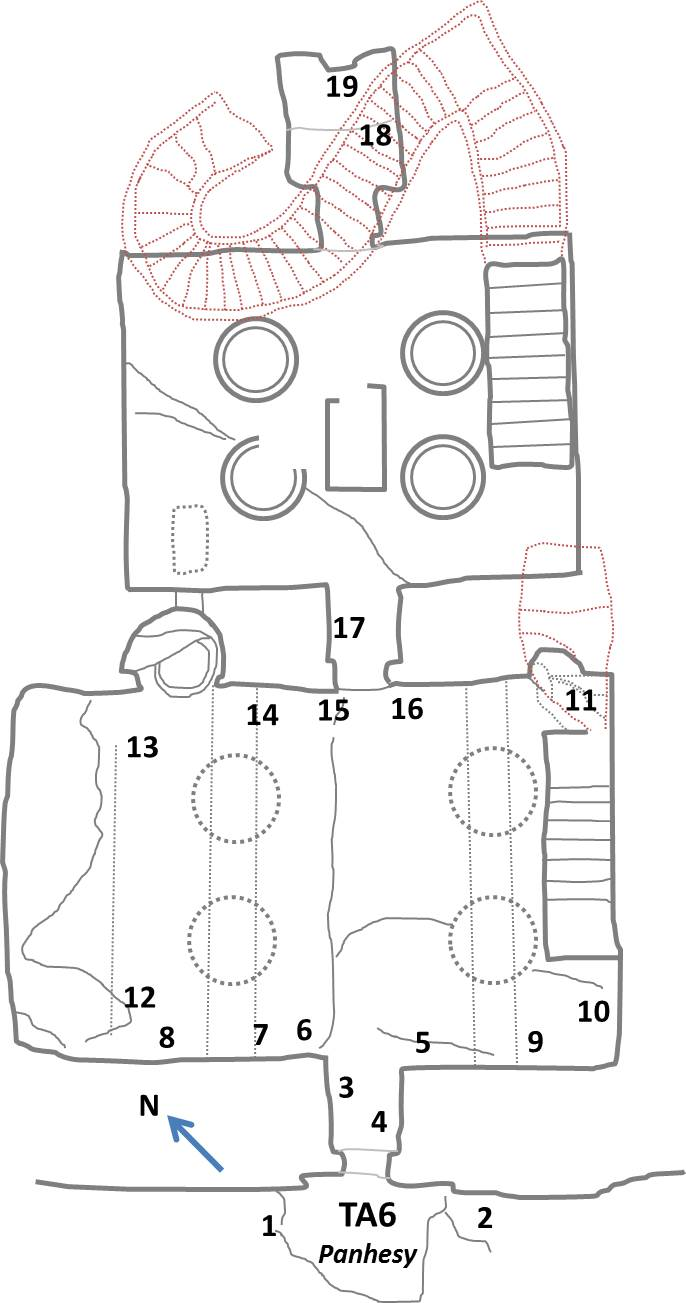
Plan des Grabes
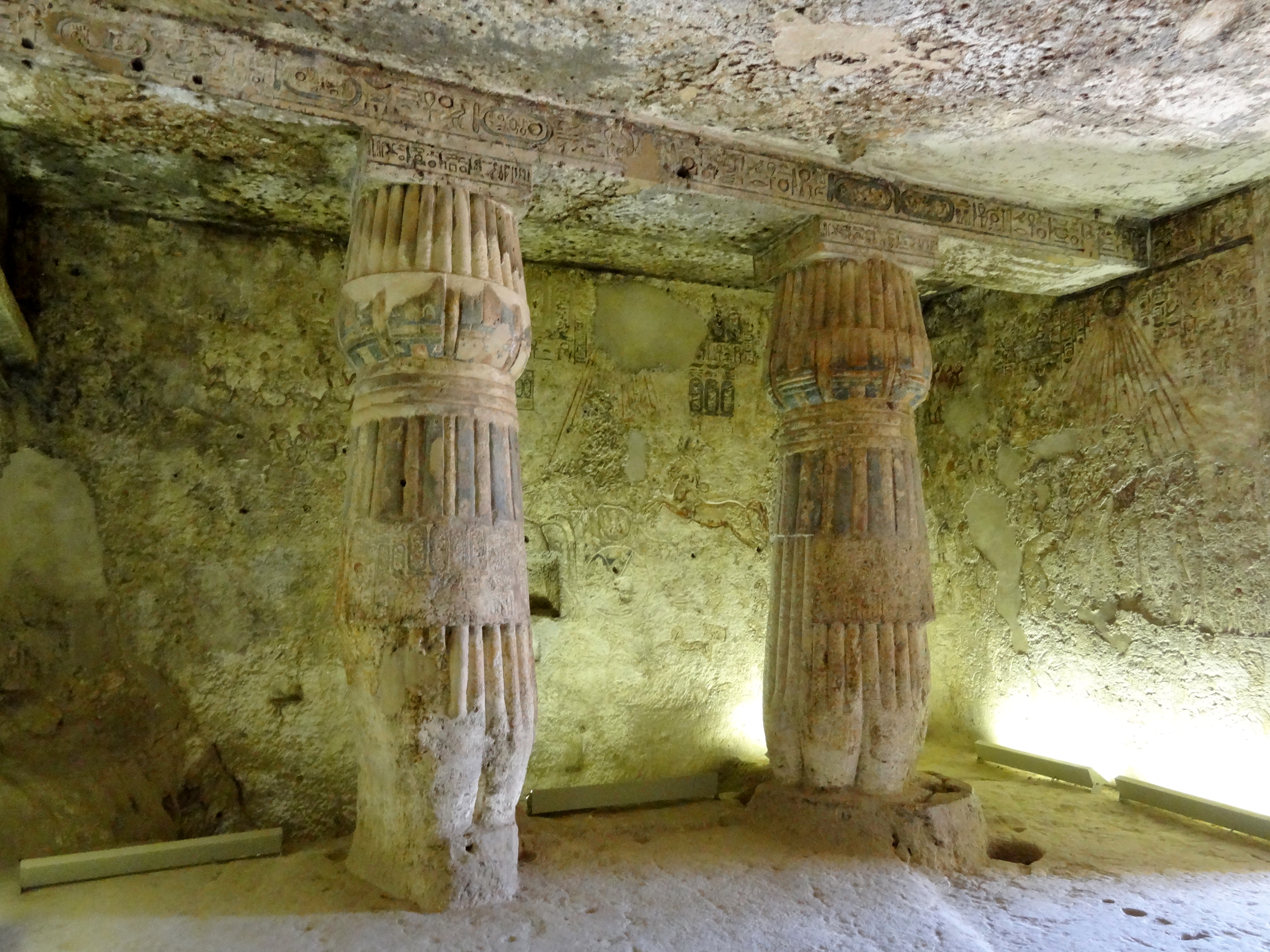
Blick in die Grabkapelle
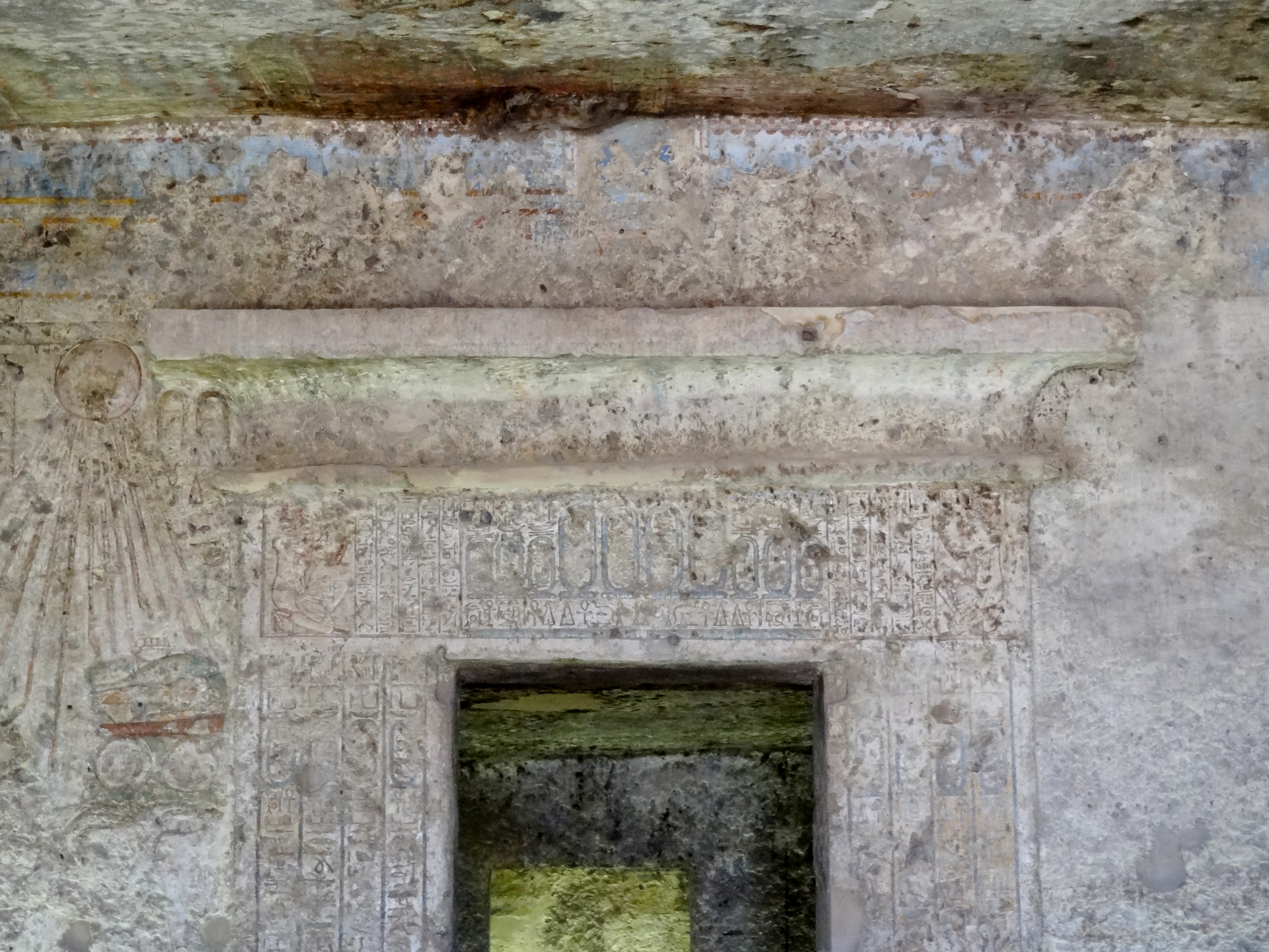
Tür vom ersten zum zweiten Saal
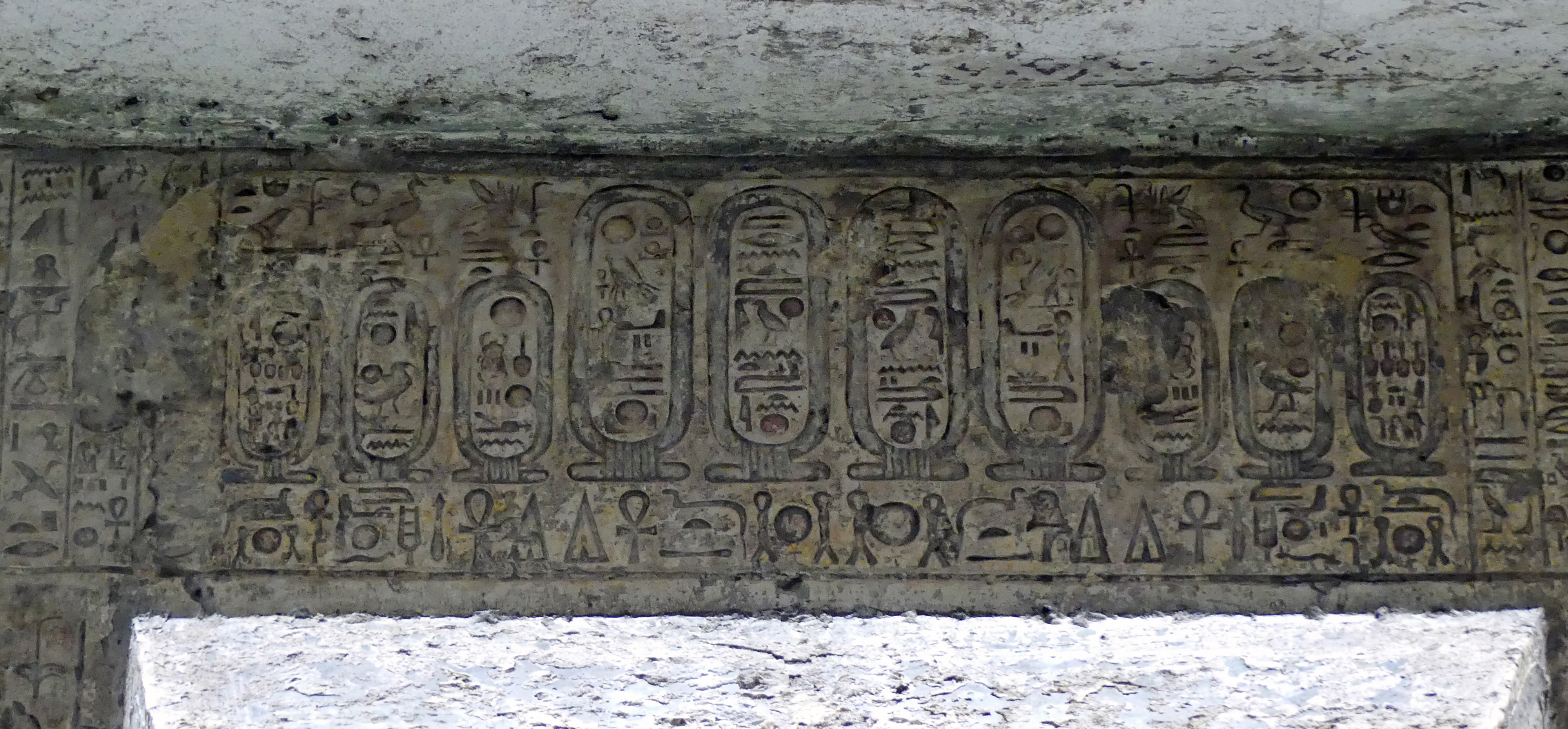
Kartuschen des Aton, Echnaton und Nofretete im Grab von Panehesi
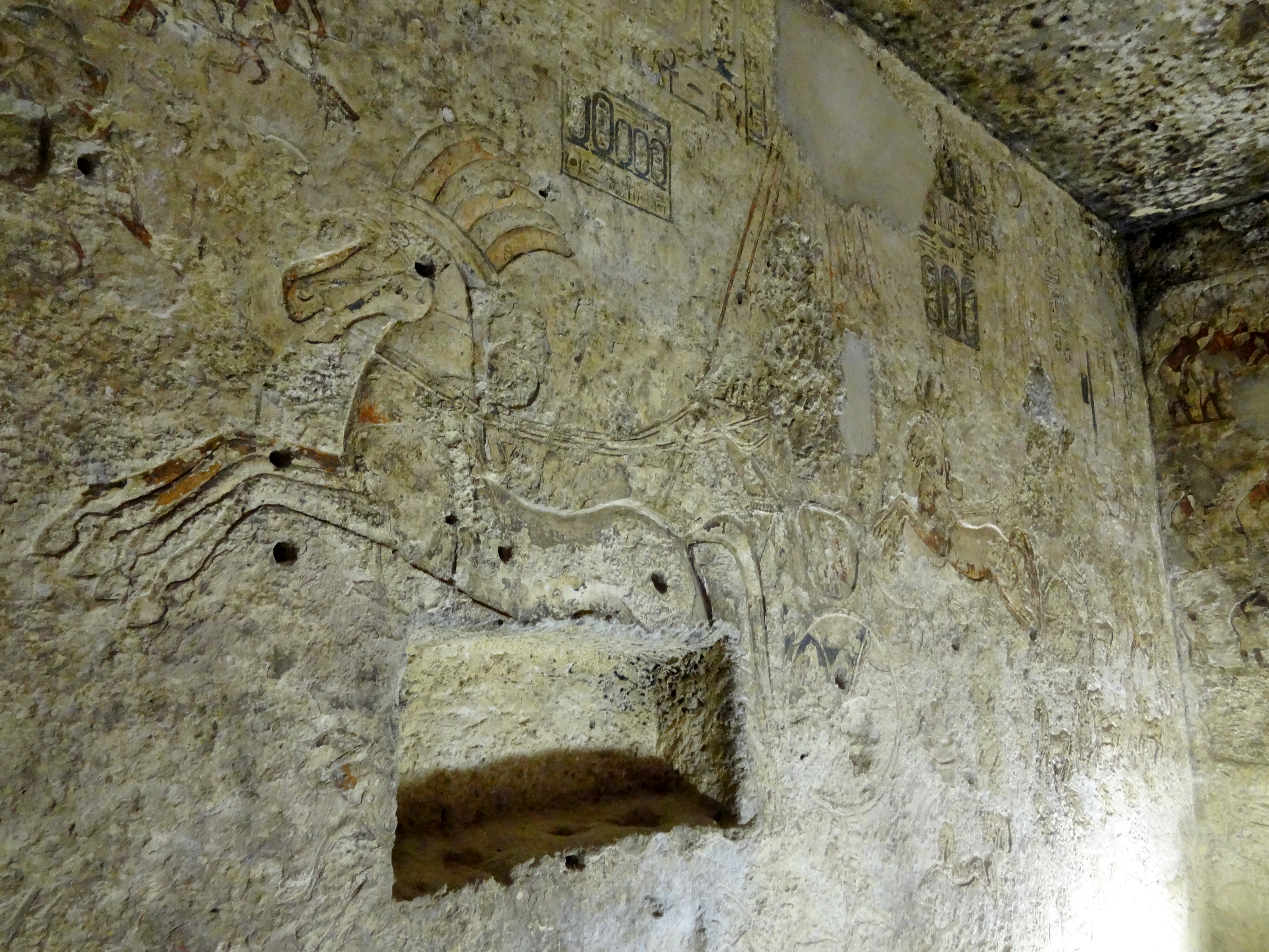
Das Königspaar auf dem Streitwagen
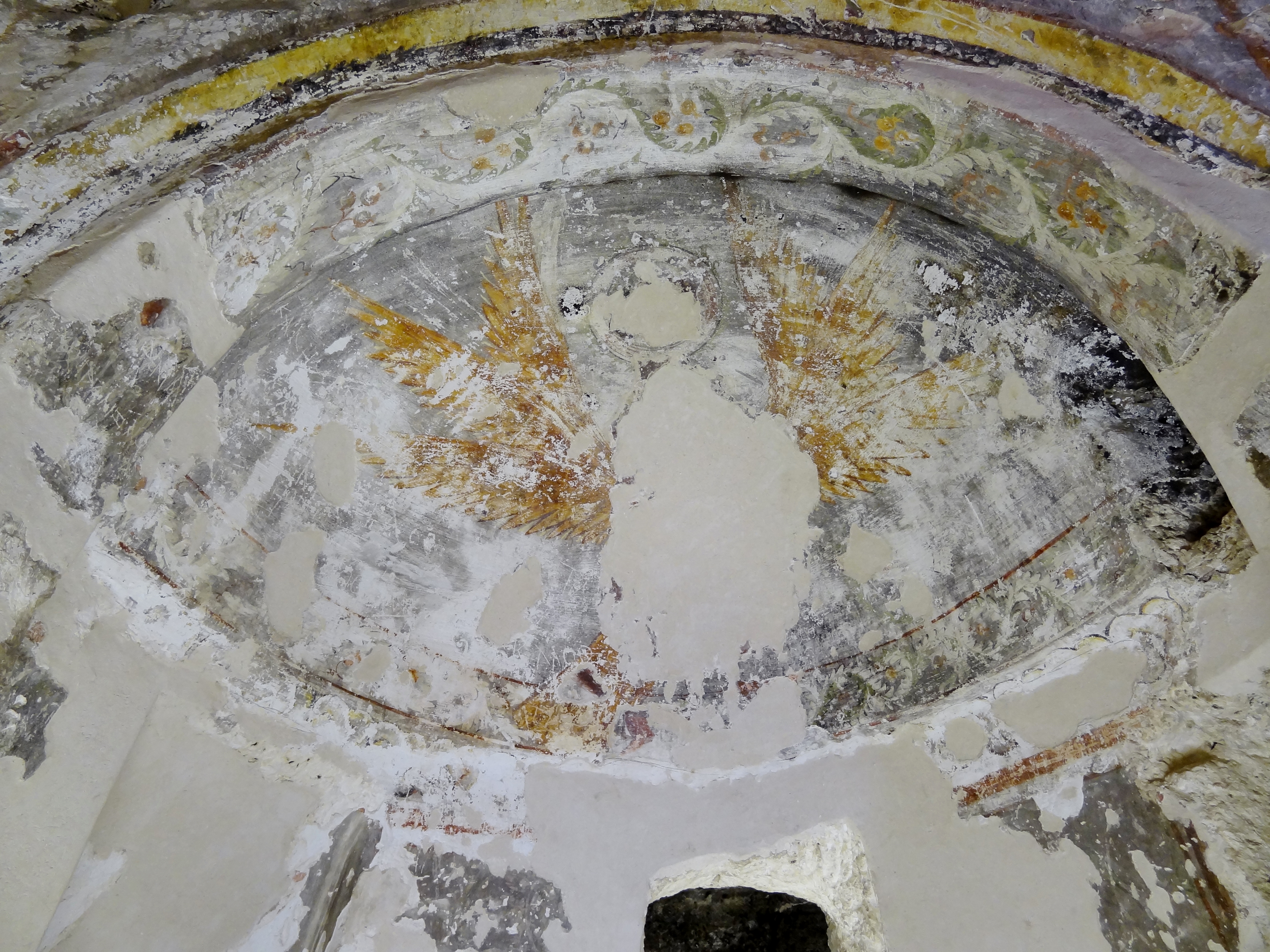
Christliche Dekoration